# Diana Glauber
Diana Glauber (* 11. Januar 1650 in Amsterdam; † nach 1721 in Hamburg) war eine niederländische Porträt- und Historienmalerin zur Zeit des Goldenen Zeitalters.

## Leben
Diana Glauber wurde am 11. Januar 1650 in Amsterdam geboren. Sie war eines von etwa acht Kindern des deutschen Apothekers und Chemikers Johann Rudolph Glauber (1604–1670) und seiner Frau Helena Cornelisdochter (1614/15 – nach ca. 1689). Ihre Brüder waren Johannes und Jan Gottlieb Glauber. Houbraken erwähnt Diana Glauber in seinem Groote schouburgh (1721) nach den Biografien ihrer Brüder. Er schreibt: „Unser Johannes Glauber hat auch eine Schwester namens Diana Glauber, die Pinselkunst praktizierte und wunderschöne Statuen und Porträts malte; aber traurige Anfälle haben ihre Augen (zum Nachteil der Kunst) des Sehens beraubt. Sie lebt noch und lebt in Hamburg“ (Houbraken, 220). Als Geburtsort wird manchmal auch Utrecht, der Geburtsort ihres Bruders Johannes, angegeben, jedoch wird ihr Geburtsjahr mit 1650 genannt und zu der Zeit wäre Amsterdam ihr Geburtsort. Ihr Vater ließ sie am 11. Januar 1650 in Amsterdam in der evangelisch-lutherischen Kirche auf den Namen „Geertrui“ taufen. Es wird vermutet, dass Geertrui ihren Namen als Künstlerin in Diana änderte.
Um 1651 reiste Johann Rudolph Glauber nach Deutschland aus, die Familie folgte ihm nach der Taufe des Sohnes Alexander 1651, und einen Teil ihrer Kindheit dürfte Diana Glauber in Wertheim, Kitzingen – dort wurde 1653 ihre Schwester Johanna geboren – und in Frankfurt am Main verbracht haben. Ihr Bruder Jan Gottlieb wurde 1656 geboren, vermutlich in Amsterdam, dort hatte sich Johann Rudolph Glauber in dem Jahr niedergelassen. Glauber war betrübt, dass sich keines seiner Kinder für die Alchemie interessierte, auch soll er kein gutes Verhältnis zu seinen Kindern gehabt haben. Aus der Biografie von Johannes Glauber ist bekannt, dass der Vater sogar versuchte, diesen Berufsweg zu verhindern, dennoch wurde Johannes Glauber ein bekannter Maler italienischer Landschaften und vermutlich ebnete er den Weg für seine malenden Brüder und Schwestern. Es ist auch wahrscheinlich, dass Diana das Malen von ihrem Bruder erlernte.
Ob Diana Glauber ihre Brüder auf deren Reisen begleitete, ist nicht vollständig geklärt. Sie wird dabei in Houbrakens Standardinformationen nicht als Teilnehmerin der Reisen genannt, jedoch einem Eintrag in dem Hamburger Künstlerlexikon von G.L. Eckhardt, Hamburg 1794, zufolge hat sie die Italienreise mit ihren Brüdern unternommen und dort die alten Meister kopiert und sich dadurch zu einer geschickten Künstlerin ausgebildet. Entsprechend dem Eintrag begleitete sie Johannes auch auf Reisen durch Frankreich, Deutschland und Dänemark, bevor sie sich in Hamburg niederließ. Johannes und Jan Gottlieb lebten Anfang der achtziger Jahre ebenfalls in Hamburg und eine notarielle Urkunde aus den Amsterdamer Archiven enthält den Hinweis, dass auch ihre Mutter und ihre älteste Schwester Anna, die vermutlich 1641 geboren worden war, dort lebten.
Von dem Werk Diana Glaubers ist vermutlich nichts erhalten. Es werden in alten Quellen mehrere Gemälde erwähnt, die sie geschaffen habe. So werden in Beschreibungen der Gemäldegalerie des Lustschlosses Salzdahlu des Herzogs Anton-Ulrich von Braunschweig-Lüneburg aus dem 18. Jahrhundert sechs Gemälde von „Diane Glauberin“ erwähnt.
Wann Diana Glauber starb, ist nicht bekannt, ihre Spur verliert sich nach 1721 in Hamburg.